# Wada serca
Wada serca (łac. vitium cordis) – wrodzona lub nabyta nieprawidłowość anatomiczna budowy serca, polegająca na obecności nieprawidłowych połączeń pomiędzy jamami serca lub dużymi naczyniami bezpośrednio do nich uchodzących, lub na nieprawidłowej budowie i funkcji zastawek serca. Wrodzone wady serca powstają na skutek nieprawidłowej organogenezy podczas rozwoju płodu.
Powyższa definicja jest „klasycznym” określeniem tego stanu, funkcjonującym w polskim (a także niemieckim) piśmiennictwie medycznym. W literaturze anglosaskiej ogólniejsze pojęcie „wady serca” zastąpiono określeniem ang. congenital heart defect lub congenital heart failure, odnoszącym się tylko do wrodzonych nieprawidłowości budowy anatomicznej serca i dużych naczyń.

## Nazewnictwo[3]i podziały wad serca
Zasadniczym podziałem wad serca jest podział na:
- wady serca wrodzone (łac. vitia cordis congenitia)
- wady serca nabyte (łac. vitia cordis acquisitia)

Wady nabyte są wadami zastawkowymi, wady wrodzone zwykle dotyczą innych struktur serca, a stosunkowo rzadko zastawek. 
Wady zastawkowe dzieli się na:
- wady zastawkowe proste (łac. vitia cordis simplices)
  - niedomykalności (łac. insufficientiae)
  - zwężenia (łac. stenoses)
- wady zastawkowe złożone (łac. vitia cordis compositae): niedomykalność ze zwężeniem w jednej zastawce
- wady zastawkowe kombinowane (łac. vitia cordis combinatae): wada dotycząca dwóch różnych zastawek

Ponadto wady zastawkowe serca można podzielić na:
- wady organiczne: związane z obecnością zmian patologicznych w obrębie zastawek lub w aparacie ścięgnistym zastawek (mogą być to zwężenia lub niedomykalności), atrezja
- wady czynnościowe: wtórnie wywołane skutkami nieprawidłowej pracy serca (rozszerzenie pierścienia ścięgnistego zastawki w wyniku przerostu serca) lub nieprawidłową funkcją mięśni brodawkowatych.

W odniesieniu do wypadania płatka zastawki dwudzielnej (łac. prolapsus cuspis valvae mitralis, ang mitral-valve prolapse (MVP)), zwanego także zespołem Barlowa nie ma pełnej zgodności, czy schorzenie to ma podłoże genetyczne (śluzowate zwyrodnienie zastawki mitralnej np. w przebiegu subklinicznej formy choroby Marfana), czy jest ono wynikiem innych schorzeń (choroby niedokrwiennej serca, choroby reumatycznej).

## Nabyte wady serca

### Przyczyny
Nabyte wady serca są najczęściej skutkiem przebytego zapalenia wsierdzia w wyniku choroby reumatycznej. Rzadszymi przyczynami nabytych wad zastawkowych są: bakteryjne zapalenia wsierdzia, zapalenie wsierdzia w przebiegu tocznia rumieniowatego (zapalenie typu Libmana-Sachsa). Częstą przyczyną niezapalną niedomykalności, a później zwężenia zastawki mitralnej jest idiopatyczne wapnienie pierścienia ścięgnistego tej zastawki (u chorych z nadciśnieniem tętniczym). Niedomykalność zastawki mitralnej może być także związana z dysfunkcją mięśni brodawkowatych lewej komory serca, np. w przebiegu choroby niedokrwiennej serca, co objawia się zespołem wypadania płatka zastawki mitralnej. 
Zapalenie reumatyczne wsierdzia najczęściej dotyczy lewej komory serca, stąd nabyte wady serca zwykle obejmują zastawkę dwudzielną lub półksiężycowatą aorty. Zastawki prawego serca rzadko są miejscem powstania organicznych wad nabytych, z wyjątkiem zapalenia w przebiegu tocznia rumieniowatego.
Natomiast czynnościowe wady nabyte serca powstające w przebiegu przerostu serca, wynikają ze zmiany konfiguracji serca w przebiegu nadciśnienia w tętnicach dużego układu krążenia lub tętnicach płucnych (małego układu krążenia). Skutkiem tego jest rozszerzenie pierścieni ścięgnistych zastawek i powstanie niewydolności zastawki („rozejście się” płatków zastawek).
Coraz częściej przyczyną wad zastawkowych są zmiany zwyrodnieniowe związane z wiekiem, które prowadzą do fragmentacji włókien kolagenowych i zmian śluzowatych w zrębie zastawek. Występują one najczęściej w obrębie zastawki dwudzielnej, dając tzw. „zespół flopy valve". Jest on najczęstszą przyczyną wypadania płatka zastawki mitralnej i jej niedomykalności.

### Najczęściej występujące nabyte wady serca

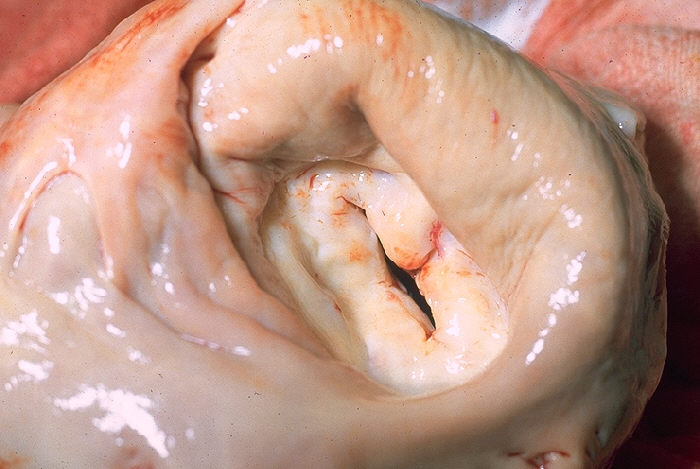
Zwężenie zastawki mitralnej (preparat sekcyjny, widok od strony lewego przedsionka)

- niedomykalność zastawki mitralnej (dwudzielnej) (łac. insufficientia valvae mitralis) i jej szczególna postać:
  - zespół wypadania płatka zastawki mitralnej
- zwężenie zastawki mitralnej (dwudzielnej) (łac. stenosis ostii venosi sinistri)
- zwężenie zastawki aortalnej (łac. stenosis ostii arteriosi sinistri)
- niedomykalność zastawki aortalnej (łac. insuficientia valvae semilunaris aortae)
- niedomykalność zastawki trójdzielnej (łac. insufficientia valvae tricuspidalis cordis)

## Wrodzone wady serca

### Przyczyny
W krajach europejskich wrodzone wady serca są rozpoznawane u ok. 0,8–1% żywo urodzonych noworodków. W Polsce stanowią drugą co do częstości przyczynę zgonów noworodków, zaraz po chorobach okresu okołoporodowego. W większości przypadków (90%) przyczyna powstania wrodzonej wady serca jest nieznana. Pozostałe wiązane są z wadami genetycznymi oraz wpływem czynników teratogennych. Zarówno mutacje pojedynczego genu jak i anomalie chromosomalne mogą mieć wpływ na powstawanie defektów. Istnieją pewne predyspozycje genetyczne, które wykazano w trisomiach chromosomów: 21 (zespół Downa), 13 (zespół Pataua) i 18 (zespół Edwardsa). Wrodzone wady serca również częściej występują u dzieci z innymi zespołami wrodzonymi, jak np. Turnera, Noonan, Alagille’a oraz Marfana i Ehlersa-Danlosa, Hurler, Di George’a, osteogenesis imperfecta i inne. Także zespoły innych wad rozwojowych współistnieją z defektami serca, m.in.: zespół Klippla-Feila, zespół Rubinsteina-Taybiego, asocjacja VACTERL, zespół CHARGE, itp. Stwierdzono zależność między pojawianiem się wad serca u dzieci a ich wcześniejszym występowaniem w rodzinie (do 10% ryzyka w przypadku wady serca u matki).
Wrodzone wady serca pojawiają się u często u noworodków, których matki w pierwszym trymestrze ciąży chorowały na niektóre choroby wirusowe, zwłaszcza na różyczkę (łac. rubeolla) (przetrwały przewód tętniczy oraz zwężenie tętnicy płucnej), stosowały niektóre leki (hydantoina, sole litu, talidomid, witaminę A) lub nadużywały  alkoholu. Spośród innych czynników teratogennych zwiększających ryzyko wymienia się nieuregulowaną cukrzycę matki w czasie ciąży, padaczkę (zwłaszcza postać grand mal; najprawdopodobniej niedotlenienie podczas ataków oraz wpływ leków), toczeń rumieniowaty układowy.

### Patofizjologia i następstwa wrodzonych wad serca
Ze względu na wpływ na utlenowanie krwi, wady dzieli się na wczesnosinicze, późnosinicze i niesinicze. 
Obecność sinicy (łac. cyanosis) jako objawu wady serca związana jest z dużą domieszką w krwi tętniczej hemoglobiny nieutlenowanej (powstaje gdy stężenie hemoglobiny nieutlenowanej przekracza 5 g%). Ilość tej hemoglobiny i nasilenie sinicy zależą od wielkości przepływu krwi żylnej do tętnic dużego układu krążenia, z pominięciem płuc.

### Najczęściej spotykane wrodzone wady serca
Wady wrodzone serca obejmują wiele rodzajów anomalii od prostych do złożonych o krytycznym przebiegu. Są on klasyfikowane i dzielone w rozmaity sposób. Najczęściej oparte są one na obecności lub braku charakterystycznych objawów klinicznych (wady wczesnosinicze, późnosinicze i bezsinicze, czyli wady ze zmniejszonym, zwiększonym i prawidłowym przepływem płucnym) oraz na opisie zmian anatomicznych, grupowanych w zespoły (zwykle dotyczących zaburzeń określonego etapu rozwoju płodowego serca).

#### Wady niesinicze
Wadami niesiniczymi są takie wrodzone nieprawidłowości, w których istnieje utrudnienie przepływu krwi, bez przecieków pomiędzy krążeniem małym i dużym.
- koarktacja aorty, czyli zwężenie łuku aorty (łac. coarctatio aortae)
  - nad więzadłem tętniczym (postać dziecięca, z zachowaniem drożności przewodu tętniczego)
  - pod więzadłem tętniczym (postać dorosłych)
- zwężenie aorty (łac stenosis aortae, atresia aortae)
  - zwężenie aorty zastawkowe (niedorozwój płatków zastawki półksiężycowatej aorty, często z fibroelastozą wsierdzia)
  - zwężenie aorty podzastawkowe
  - zwężenie aorty nadzastawkowe
- izolowane zwężenie tętnicy płucnej (łac. stenosis arteriae pulmonalis) – tj. takie, które występuje niezależnie od innych nieprawidłowości, obserwowanych np. w tetralogii Fallota
- wrodzone zwężenie lewego ujścia żylnego (zastawki dwudzielnej) (łac. stenosis ostii venosi congenita)
- wrodzona niedomykalność zastawki dwudzielnej (łac.  insufficientia valvae mitralis congenita)
- zespół Lutembachera (syndroma Lutembacher): wrodzone zwężenie lewego ujścia żylnego + ubytek w przegrodzie międzyprzedsionkowej
- dwupłatkowa zastawka aorty (łac. valva bicuspidalis aortae)

#### Wady późnosinicze
Wadami późnosiniczymi są takie wady, w których początkowo występuje przeciek lewo-prawy (z „wysokociśnieniowej” komory lewej do „niskociśnieniowego” serca prawego), a następnie – w wyniku przerostu nadmiernie obciążonego mięśnia komory prawej dochodzi do zmiany gradientu ciśnień w jamach serca i odwrócenia przecieku na prawo-lewy.
- ubytek przegrody międzykomorowej (łac. defectus septi interventricularis, ang. ventricular septal defect VSD)
- ubytek przegrody międzyprzedsionkowej (łac. defectus septi interatrialis, ang. atrial septal defect ASD)
- ubytek w przegrodzie przedsionkowo-komorowej, kanał przedsionkowo-komorowy (łac. defectus septi atrioventricularis, ang. atrioventricular septal defect AVSD)
- przetrwały przewód tętniczy (łac.  ductus arteriosus persistens, ang. patent ductus arteriosus PDA)
- anomalia Ebsteina

#### Wady wczesnosinicze
Wady wczesnosinicze są takimi wadami, w których od początku życia pozapłodowego występuje przeciek prawo-lewy (z prawego serca do lewego serca).
- tetralogia Fallota (łac. tetralogia Fallot): zwężenie tętnicy płucnej + ubytek w przegrodzie międzykomorowej + odejście aorty znad ubytku przegrody międzykomorowej „aorta-jeździec” + przerost mięśnia prawej komory
- przełożenie głównych naczyń (łac. transpositio vasorum)
- zarośnięcie zastawki trójdzielnej (łac. atresia valvae tricuspidalis)
- wspólny pień tętniczy
- całkowite nieprawidłowe przyłączenie żył płucnych, inaczej całkowicie nieprawidłowe połączenie żył płucnych lub całkowicie nieprawidłowy spływ żył płucnych (ang. total anomalous pulmonary venous connection TAPVC)
- pentalogia Fallota (tzw. skorygowana tetralogia Fallota): zwężenie tętnicy płucnej + ubytek w przegrodzie międzykomorowej + przesunięcie w prawo odejścia aorty (znad ubytku przegrody międzykomorowej „aorta-jeździec”) + przerost mięśnia prawej komory + przetrwały otwór owalny lub ubytek w przegrodzie międzyprzedsionkowej.
- trylogia Fallota
- choroba Eisenmengera (łac. morbus Eisenmenger): ubytek w przegrodzie międzykomorowej + przesunięcie w prawo odejścia aorty (znad ubytku przegrody międzykomorowej „aorta-jeździec”)
- zespół hipoplazji lewego serca, HLHS

## Leczenie wad serca
Wady serca leczy się za pomocą metod chirurgicznych. Korekcja wady ma na celu przywrócenia prawidłowego przepływu krwi i warunków hemodynamicznych w sercu. W wypadku wad zastawkowych wykonuje się komisurotomię w przypadku ich zwężenia, zabiegi naprawcze (plastyka zastawki) lub są wszczepiane  sztuczne zastawki serca. W przypadku tzw. sztucznych technicznych zastawek występuje konieczność podawania leków przeciwkrzepliwych do końca życia, lub tzw. zastawek biologicznych (odzwierzęce, lub ludzkie – homograft), w przypadku których konieczność podawania leków przeciwkrzepliwych występuje w początkowym okresie 3 miesięcy po wszczepieniu zastawki. Po tym okresie chorzy pozostają na leczeniu antytrombocytarnym (aspiryna). Istotnym jest, aby korekcję kardiochirurgiczną wykonać przed rozwojem wtórnego nadciśnienia płucnego (reakcja Eisenmengera). Istota problemu polega na tym, że podwyższenie ciśnienia krwi w krążeniu małym wywołuje nieodwracalne zmiany przerostowe w ścianie naczyń płucnych, w wyniku których dochodzi do upośledzenia dyfuzji gazów w płucach. Celem oceny stany naczyń płucnych w niektórych pediatrycznych ośrodkach kardiochirurgicznych wykonuje się diagnostyczną oligobiopsję płuca oraz pomiary morfometryczne grubości naczyń płucnych.
W ostatnich latach poprawiła się diagnostyka i leczenie wad serca. Niekiedy można zastosować także przezskórne, a nawet wewnątrzmaciczne leczenie niektórych wad serca.